# Koronás pingvin
A koronás pingvin vagy üstökös pingvin (Eudyptes sclateri) a madarak (Aves) osztályának pingvinalakúak (Sphenisciformes) rendjébe, ezen belül a pingvinfélék (Spheniscidae) családjába és a Spheniscinae alcsaládjába tartozó faj.

## Előfordulása
Új-Zéland déli szigetén és az Ellenlábas-szigeteken fészkelnek. A költési időszakon kívül a madarak elhagyják a szigeteket és elvándorolnak másfelé az óceánon.

## Megjelenése
Testhossza 55 centiméter, testtömege 3400 gramm. Feje, háta és szárnyai fekete színűek, hasa fehér. Fején sárga bóbitát visel.

## Életmódja
Krillekkel és tintahallal táplálkozik.

## Szaporodása
A fészke egy sekély lyukból áll, amit növényekel vessz körül, ha vannak növények. Fészekalja 2 tojásból áll, de legtöbbször csak egy fioka él túl. Nem tudunk sokat a Koronás pingvin szaporodásáról, de valószínűleg a többi más Eudyptes osztályzatú pingvin fajhoz hasonlóan szaporodik.